# Wilmot Vaughan (3e vicomte Lisburne)
Pour les articles homonymes, voir Wilmot Vaughan et Vaughan.
Wilmot Vaughan, 3e vicomte Lisburne (décédé le 19 janvier 1766), est un propriétaire terrien gallois et pair irlandais. Il hérite de ses titres et du domaine de Trawsgoed dans le Cardiganshire de son frère aîné en 1741, mais le domaine est lourdement grevé financièrement et il doit passer plus d'une décennie à le défendre contre les revendications de l'ex-femme de son frère et de son fils.

## Biographie
Wilmot est le deuxième fils de John Vaughan, 1er vicomte Lisburne, et de sa femme Lady Malet Wilmot. Il semble avoir été le Wilmot Vaughan qui est nommé capitaine dans le Grove's Regiment of Foot le 13 avril 1723 et transféré au commandement d'une compagnie indépendante d'invalides à Hull le 9 août 1737.
En 1727, Wilmot épouse Elizabeth Watson, la sœur de Thomas Watson de Berwick-upon-Tweed. Ils ont quatre enfants :
- Wilmot Vaughan (1er comte de Lisburne) (1728-1800)
- John Vaughan (c.1729-1795)
- Malet Vaughan (bc1730), décédé jeune
- Elizabeth Vaughan (c.1741 - janvier 1817), épouse Thomas Lloyd (d. 1783) d'Abertrinant et a des descendants

Le frère aîné de Wilmot, John Vaughan (2e vicomte Lisburne) (en), mène une vie dissipée garde de nombreuses maîtresses et se sépare de sa femme Dorothy en 1729 lorsqu'elle a une liaison avec son beau-frère, son agent foncier. Ils vivent séparés par la suite et son fils Edward, né en 1733, n'est presque certainement pas celui de John, bien qu'il soit baptisé du nom de Vaughan. Le testament final de John, fait en janvier 1741, lègue presque tous ses biens à Wilmot, qui est également nommé tuteur de Malet, la fille légitime de John.

## Trawsgoed
John meurt peu de temps après et Wilmot prend immédiatement possession de Trawsgoed. Le domaine, qui rapporte environ 1 000 £ par an, est hypothéqué et chargé d'une jointure pour Dorothy et d'une provision pour Malet. Wilmot n'a pas réussi à bloquer le paiement de la copropriété de Dorothy, mais après plusieurs années de litige, Dorothy et Edward règlent avec lui en 1754, juste avant que leur revendication sur le titre et les domaines n'ait été jugée. Edward accepte d'abandonner ses prétentions en échange d'une rente, bien qu'il ait continué à utiliser le nom et les armes de Vaughan.

## Lord lieutenant
Après un délai de plusieurs années, Wilmot est nommé Lord-lieutenant du Cardiganshire en 1744, succédant à son frère. Il travaille à gérer le domaine de Trawsgoed plus efficacement que son frère, mais ne l'a pas encore libéré de ses dettes lorsqu'il meurt le 19 janvier 1766. Son fils Wilmot, entré en politique, lui succède dans ses titres et domaines dès 1755 et reprend le poste de lord-lieutenant en 1762.